# Persone di nome Frédéric
| Questa pagina contiene informazioni ricavate automaticamente dalle voci biografiche con l'ausilio del template Bio e di un bot. L'aggiornamento è periodico e automatico e ricostruisce completamente la pagina. Se manca una persona in questa lista, sei pregato di non aggiungerla, ma accertati piuttosto che la sua voce biografica contenga il template Bio e che i dati anagrafici siano correttamente compilati. Se il template Bio manca, inseriscilo tu stesso o, in alternativa, metti l'avviso {{tmp\|Bio}} che ne segnala la mancanza. Se i dati riportati sono sbagliati, correggi direttamente la voce biografica; le modifiche saranno visibili in questa lista entro pochi giorni. Per chiarimenti vedi il progetto antroponimi. La lista contiene solo le 159 persone che sono citate nell'enciclopedia e per le quali è stato implementato correttamente il template Bio. Pagina aggiornata al 16 ott 2024. |

Questa è una lista di persone presenti nell'enciclopedia che hanno il prenome Frédéric, suddivise per attività principale.

## Allenatori di calcio(8)
- Frédéric Antonetti, allenatore di calcio e ex calciatore francese (Venzolasca, n. 1961)
- Frédéric Biancalani, allenatore di calcio e ex calciatore francese (Villerupt, n. 1974)
- Frédéric Brillant, allenatore di calcio e ex calciatore francese (Sedan, n. 1985)
- Frédéric Da Rocha, allenatore di calcio e ex calciatore francese (Cenon, n. 1974)
- Frédéric Gioria, allenatore di calcio e ex calciatore francese (Nizza, n. 1969)
- Frédéric Guéguen, allenatore di calcio e ex calciatore francese (Brest, n. 1970)
- Frédéric Hantz, allenatore di calcio e ex calciatore francese (Rodez, n. 1966)
- Frédéric Née, allenatore di calcio e ex calciatore francese (Bayeux, n. 1975)

## Allenatori di hockey su ghiaccio(1)
- Frédéric Cloutier, allenatore di hockey su ghiaccio e ex hockeista su ghiaccio canadese (Saint-Honoré, n. 1981)

## Allenatori di tennis(2)
- Frédéric Fontang, allenatore di tennis e ex tennista francese (Casablanca, n. 1970)
- Frédéric Niemeyer, allenatore di tennis e ex tennista canadese (Nuovo Brunswick, n. 1976)

## Architetti(2)
- Frédéric Borel, architetto francese (Roanne, n. 1958)
- Frédéric Druot, architetto francese (n. 1958)

## Arrampicatori(1)
- Fred Nicole, arrampicatore svizzero (Le Lieu, n. 1970)

## Astronomi(1)
- Frédéric Sy, astronomo francese (Parigi, n. 1861)

## Attori(4)
- Frédéric de Pasquale, attore francese (Parigi, n. 1931 - Rouen, † 2001)
- Frédéric Diefenthal, attore francese (Saint-Mandé, n. 1968)
- Frédéric Lachkar, attore francese (Parigi, n. 1968)
- Frédéric Pierrot, attore francese (Boulogne-Billancourt, n. 1960)

## Avvocati(1)
- Frédéric Thiriez, avvocato e dirigente sportivo francese (Neuilly-sur-Seine, n. 1952)

## Botanici(1)
- Frédéric Albert Constantin Weber, botanico francese (Wolfisheim, n. 1830 - Parigi, † 1903)

## Calciatori(34)
- Frédéric Bong, ex calciatore camerunese (Douala, n. 1987)
- Frédéric Brando, ex calciatore francese (Cannes, n. 1973)
- Frédéric Bulot, calciatore gabonese (Libreville, n. 1990)
- Frédéric Danjou, ex calciatore francese (Clamart, n. 1974)
- Frédéric Daquin, ex calciatore francese (Bordeaux, n. 1978)
- Frédéric Déhu, ex calciatore francese (Villeparisis, n. 1972)
- Frédéric Dick, calciatore svizzero (Torino)
- Frédéric Dindeleux, ex calciatore francese (Lilla, n. 1974)
- Frédéric Duplus, calciatore francese (Belfort, n. 1990)
- Frédéric Fouret, ex calciatore francese (Thonon-les-Bains, n. 1974)
- Frédéric Frans, ex calciatore belga (Wespelaar, n. 1989)
- Frédéric Gigon, ex calciatore liechtensteinese (Losanna, n. 1973)
- Frédéric Gounongbe, ex calciatore belga (Bruxelles, n. 1988)
- Frédéric Guilbert, calciatore francese (Valognes, n. 1994)
- Frédéric Herpoel, ex calciatore belga (Mons, n. 1974)
- Frédéric Kanouté, ex calciatore francese (Sainte-Foy-lès-Lyon, n. 1977)
- Fritz Keller, calciatore francese (Strasburgo, n. 1913 - Strasburgo, † 1985)
- Frédéric Maciel, calciatore francese (Grenoble, n. 1994)
- Frédéric Martenet, calciatore svizzero (Neuchâtel, n. 1893 - Neuchâtel, † 1974)
- Frédéric Mendy, ex calciatore senegalese (Dakar, n. 1981)
- Frédéric Mendy, calciatore francese (Parigi, n. 1988)
- Frédéric Meyrieu, ex calciatore francese (La Seyne-sur-Mer, n. 1968)
- Frédéric Nimani, calciatore francese (Marsiglia, n. 1988)
- Frédéric Nsabiyumva, calciatore burundese (Bujumbura, n. 1995)
- Frédéric Page, ex calciatore svizzero (Menziken, n. 1978)
- Frédéric Patouillard, ex calciatore francese (Vénissieux, n. 1974)
- Frédéric Pierre, ex calciatore belga (Namur, n. 1974)
- Frédéric Piquionne, ex calciatore francese (Numea, n. 1978)
- Frédéric Roux, ex calciatore francese (Nancy, n. 1973)
- Frédéric Rusanganwa, ex calciatore ruandese (n. 1980)
- Frédéric Sammaritano, ex calciatore francese (Vannes, n. 1986)
- Frédéric Tatarian, ex calciatore francese (Marsiglia, n. 1970)
- Frédéric Thomas, ex calciatore francese (Sarcelles, n. 1980)
- Frédéric Veseli, calciatore svizzero (Renens, n. 1992)

## Canottieri(1)
- Frédéric Dufour, canottiere francese (Lione, n. 1976)

## Cantautori(2)
- Frédéric François, cantautore italiano (Lercara Friddi, n. 1950)
- Frédéric Leclercq, cantautore, musicista e produttore discografico francese (Charleville-Mézières, n. 1978)

## Cardinali(2)
- Frédéric Etsou-Nzabi-Bamungwabi, cardinale e arcivescovo cattolico della Repubblica Democratica del Congo (Mazalonga, n. 1930 - Lovanio, † 2007)
- Frédéric de Falloux du Coudray, cardinale francese (Bourg d'Iré, n. 1815 - Tivoli, † 1884)

## Cestisti(9)
- Frédéric Bourdillon, cestista francese (Grasse, n. 1991)
- Frédéric Domon, ex cestista e allenatore di pallacanestro francese (Versailles, n. 1962)
- Frédéric Fauthoux, ex cestista e allenatore di pallacanestro francese (Saint-Sever, n. 1972)
- Frédéric Forte, cestista, allenatore di pallacanestro e dirigente sportivo francese (Caen, n. 1970 - Limoges, † 2017)
- Frédéric Hufnagel, ex cestista e allenatore di pallacanestro francese (Villeneuve-sur-Lot, n. 1960)
- Frédéric Moncade, ex cestista francese (Pau, n. 1978)
- Frédéric Monetti, ex cestista francese (Nizza, n. 1968)
- Frédéric Sarre, ex cestista, allenatore di pallacanestro e dirigente sportivo francese (Limoges, n. 1961)
- Frédéric Weis, ex cestista francese (Thionville, n. 1977)

## Chimici(1)
- Frédéric Swarts, chimico belga (Ixelles, n. 1866 - Gand, † 1940)

## Ciclisti su strada(6)
- Frédéric Bessy, ex ciclista su strada francese (Villefranche-sur-Saône, n. 1972)
- Freddy Bichot, ciclista su strada francese (Château-Gontier, n. 1979)
- Maurice Desimpelaere, ciclista su strada e pistard belga (Ledegem, n. 1920 - Wevelgem, † 2005)
- Frédéric Finot, ex ciclista su strada francese (Nevers, n. 1977)
- Frédéric Moncassin, ex ciclista su strada e dirigente sportivo francese (Saubens, n. 1968)
- Frédéric Vichot, ex ciclista su strada e pistard francese (Valay, n. 1959)

## Compositori(1)
- Frédéric Alfred d'Erlanger, compositore, banchiere e mecenate francese (n. 1868 - † 1943)

## Direttori d'orchestra(1)
- Frédéric Chaslin, direttore d'orchestra, compositore e pianista francese (Parigi, n. 1963)

## Dirigenti sportivi(3)
- Frédéric Amorison, dirigente sportivo e ex ciclista su strada belga (Belœil, n. 1978)
- Frédéric Guesdon, dirigente sportivo e ex ciclista su strada francese (Saint-Méen-le-Grand, n. 1971)
- Frédéric Vasseur, dirigente sportivo e ingegnere francese (Draveil, n. 1968)

## Disegnatori(1)
- Frédéric Back, disegnatore, illustratore e animatore francese (Saarbrücken, n. 1924 - Montréal, † 2013)

## Drammaturghi(1)
- Frédéric de Courcy, drammaturgo, librettista e cantautore francese (Parigi, n. 1796 - Parigi, † 1862)

## Filosofi(1)
- Frédéric Rauh, filosofo francese (Saint-Martin-le-Vinoux, n. 1861 - Parigi, † 1909)

## Francescani(1)
- Frédéric Manns, francescano, presbitero e biblista francese (Windthorst, oggi Nova Topola, Bosnia - Erzegovina, n. 1942 - Gerusalemme, † 2021)

## Fumettisti(2)
- Fred, fumettista francese (Parigi, n. 1931 - Parigi, † 2013)
- Frédéric Neidhardt, fumettista francese (Rabat, n. 1966)

## Generali(4)
- Frédéric François Guillaume de Vaudoncourt, generale e scrittore francese (Vienna, n. 1772 - Passy, † 1845)
- Frédéric Georges Herr, generale francese (Neuf-Brisach, n. 1855 - Parigi, † 1932)
- Frédéric Henri Le Normand de Lourmel, generale francese (Pontivy, n. 1811 - Sebastopoli, † 1854)
- Frédéric Henry Micheler, generale francese (Phalsbourg, n. 1852 - Lione, † 1917)

## Imprenditori(1)
- Frédéric Jousset, imprenditore francese (Parigi, n. 1970)

## Incisori(1)
- Frédéric Sorrieu, incisore, litografo e disegnatore francese (Parigi, n. 1807 - Seine-Port, † 1871)

## Inventori(1)
- Frederick Albert Winsor, inventore tedesco (Braunschweig, n. 1763 - Parigi, † 1830)

## Judoka(1)
- Frédéric Demontfaucon, ex judoka francese (Le Creusot, n. 1973)

## Medici(1)
- Frédéric Jules Sichel, medico e entomologo tedesco (Francoforte sul Meno, n. 1802 - Parigi, † 1868)

## Missionari(2)
- Frédéric Marie Blessing, missionario e vescovo cattolico olandese (Amsterdam, n. 1886 - Neerpelt, † 1962)
- Frédéric Courtois, missionario, ornitologo e botanico francese (n. 1860 - † 1928)

## Montatori(1)
- Frédéric Thoraval, montatore francese (Lorient, n. 1973)

## Musicisti(2)
- Meiway, musicista e cantante ivoriano (n. 1962)
- Frédéric Zigante, musicista e chitarrista italiano (Roubaix, n. 1961)

## Nobili(1)
- Frédéric Maurice Casimir de La Tour d'Auvergne, nobile francese (n. 1702 - † 1723)

## Nuotatori(1)
- Frédéric Delcourt, ex nuotatore francese (n. 1964)

## Pattinatori di short track(1)
- Frédéric Blackburn, ex pattinatore di short track canadese (Chicoutimi, n. 1972)

## Piloti automobilistici(2)
- Frédéric Makowiecki, pilota automobilistico francese (Arras, n. 1980)
- Frédéric Vervisch, pilota automobilistico belga (Kortrijk, n. 1986)

## Piloti di rally(3)
- Frédéric Miclotte, copilota di rally belga (n. 1973)
- Frédéric Mlynarczyk, pilota di rally e insegnante francese (n. 1965)
- Frédéric Ozon, pilota di rally e architetto francese (Nizza, n. 1973)

## Piloti motociclistici(4)
- Frédéric Bolley, pilota motociclistico francese (Marsiglia, n. 1974)
- Frédéric Fiorentino, pilota motociclistico belga (n. 1970)
- Frédéric Petit, pilota motociclistico francese (Saint-Maur-des-Fossés, n. 1975)
- Frédéric Protat, pilota motociclistico francese (Bron, n. 1966)

## Pittori(3)
- Frédéric Lix, pittore e illustratore francese (Strasburgo, n. 1830 - Parigi, † 1897)
- Frédéric Montenard, pittore francese (Parigi, n. 1849 - Besse-sur-Issole, † 1926)
- Frédéric Soulacroix, pittore francese (Roma, n. 1858 - Cesena, † 1933)

## Poeti(1)
- Frédérich Bataille, poeta, insegnante e micologo francese (Mandeure, n. 1850 - Besançon, † 1946)

## Politici(7)
- Frédéric Cournet, politico e giornalista francese (Lorient, n. 1837 - Parigi, † 1885)
- Frédéric Daerden, politico belga (Montegnée, n. 1970)
- Frédéric Dohou, politico e docente beninese (Cotonou, n. 1961)
- Frédéric François-Marsal, politico francese (Parigi, n. 1874 - Gisors, † 1958)
- Frédéric Lefebvre, politico francese (Neuilly-sur-Seine, n. 1963)
- Frédéric Nihous, politico francese (Valenciennes, n. 1967)
- Frédéric Passy, politico e economista francese (Parigi, n. 1822 - Parigi, † 1912)

## Registi(6)
- Frédéric Cerulli, regista e sceneggiatore francese (Cannes, n. 1975)
- Frédéric Fonteyne, regista belga (Uccle, n. 1968)
- Frédéric Lansac, regista francese (Parigi, n. 1942 - Saint-Tropez, † 1986)
- Frédéric Mitterrand, regista e sceneggiatore francese (Parigi, n. 1947 - Parigi, † 2024)
- Frédéric Rossif, regista jugoslavo (Cettigne, n. 1922 - Parigi, † 1990)
- Frédéric Schoendoerffer, regista, sceneggiatore e produttore cinematografico francese (Boulogne-Billancourt, n. 1962)

## Religiosi(2)
- Frédéric Debuyst, religioso belga (Wemmel, n. 1922 - † 2017)
- Frédéric Janssoone, religioso francese (Ghyvelde, n. 1838 - Montréal, † 1916)

## Rugbisti a 15(2)
- Frédéric Cermeno, ex rugbista a 15 e rugbista a 13 francese (Perpignano, n. 1979)
- Frédéric Michalak, ex rugbista a 15 francese (Tolosa, n. 1982)

## Saltatori con gli sci(1)
- Frédéric Berger, ex saltatore con gli sci francese (n. 1964)

## Scacchisti(1)
- Frédéric Lazard, scacchista e compositore di scacchi francese (Marsiglia, n. 1883 - Le Vésinet, † 1948)

## Schermidori(3)
- Frédéric Boulière, schermidore francese (n. 1976)
- Frédéric Delpla, ex schermidore francese (Creil, n. 1964)
- Frédéric Pietruszka, ex schermidore francese (n. 1954)

## Sciatori alpini(3)
- Frédéric Covili, ex sciatore alpino francese (Moûtiers, n. 1975)
- Frédéric Marin-Cudraz, ex sciatore alpino francese (Albertville, n. 1975)
- Frédéric Ottobon, ex sciatore alpino francese (n. 1980)

## Scrittori(7)
- Frédéric Beigbeder, scrittore e critico letterario francese (Neuilly-sur-Seine, n. 1965)
- Frédéric Cathala, scrittore francese (n. 1962)
- Frédéric Mistral, scrittore e poeta francese (Maillane, n. 1830 - Maillane, † 1914)
- Frédéric Richaud, romanziere e fumettista francese (Aubignan, n. 1966)
- Frédéric Soulié, scrittore francese (Foix, n. 1800 - Bièvres, † 1847)
- Frédéric Jacques Temple, scrittore e poeta francese (Montpellier, n. 1921 - Aujargues, † 2020)
- Frédéric Vitoux, scrittore e giornalista francese (Vitry-aux-Loges, n. 1944)

## Scultori(1)
- Frédéric Flachéron, scultore e fotografo francese (Lione, n. 1813 - Parigi, † 1883)

## Sociologi(1)
- Frédéric Martel, sociologo e storico francese (Châteaurenard, n. 1967)

## Sportivi(1)
- Frédéric Collignon, sportivo belga (Liegi, n. 1975)

## Storici(1)
- Frédéric Barbier, storico e bibliotecario francese (Chatou, n. 1952 - Rueil-Malmaison, † 2023)

## Triatleti(1)
- Frédéric Belaubre, triatleta francese (Poissy, n. 1980)

## Tuffatori(1)
- Frédéric Pierre, ex tuffatore francese (Saint-Maur-des-Fossés, n. 1969)

## Velisti(1)
- Frédéric Blanchy, velista francese (Bordeaux, n. 1868 - Bordeaux, † 1944)

## Zoologi(1)
- Frédéric Cuvier, zoologo francese (n. 1773 - † 1838)

## Senza attività specificata(2)
- Frédéric Clercq, ex pentatleta francese (n. 1970)
- Frédéric Olivieri, ex ballerino, direttore artistico e coreografo francese (Nizza, n. 1961)